# 1890 no desporto

## Eventos
- 1 de janeiro - Pela primeira vez foram utilizadas em uma partida de futebol, na cidade de Bolton, na Inglaterra, redes em cada uma das balizas.[1]

## Nascimentos
| Data           | Nome            | Profissão             | Nacionalidade | Observações | Ref   |
| -------------- | --------------- | --------------------- | ------------- | ----------- | ----- |
| 12 de novembro | Lily Kronberger | patinadora artístiica | Hungria       | m. 1974     | [ 2 ] |

## Mortes
| Data | Nome | Profissão | Nacionalidade | Observações | Ref |
| ---- | ---- | --------- | ------------- | ----------- | --- |